# 李文中 (弘治舉人)
李文中（？年—？年），字宗周，號瀘濱，雲南臨安衞（今雲南省建水縣）籍，其先為湖廣蘄春縣人。明朝政治人物。

## 生平
弘治十七年甲子科鄉薦，筮分大理寺，任司務。調吏部主事，陞禮部員外郎。嘉靖三年（1524年）大禮議時，參與左順門哭諫，被廷杖。累官四川僉事，陞固原兵備。以年老致仕。